# Episinus israeliensis
Episinus israeliensis là một loài nhện trong họ Theridiidae.
Loài này thuộc chi Episinus. Episinus israeliensis được Gershom Levy miêu tả năm 1985.